# François de Créquy
François de Blanchefort de Créquy de Bonne (Parigi, 1625 – Parigi, 3 febbraio 1687) è stato un generale francese.
Venne nominato marchese di Marines.

## Biografia
François era membro della nobile famiglia dei Créquy, di tradizioni militari. Egli era l'ultimo figlio di Carlo II de Créquy (m. 1630) che era a sua volta figlio secondogenito di Carlo I de Créquy (1578-1638), maresciallo di Francia.
Créquy prese parte ancora ragazzo alla Guerra dei Trent'anni, distinguendosi al punto tale che all'età di soli 26 anni venne nominato maresciallo di campo e tenente generale prima dei trenta. Brillante ufficiale, seppe ottenersi il favore di Luigi XIV e la fedeltà della corte durante la seconda Fronda.
Nel 1667 Créquy servì sul Reno e nel 1668 comandò un'armata durante l'Assedio di Lille, distinguendosi ancora una volta al punto che dopo la resa il re gli concesse il maresciallato. Nel 1670 fece delle scorribande nel Ducato di Lorena.
Poco dopo questi fatti, Henri de La Tour d'Auvergne, visconte di Turenne e suo vecchio comandante, venne nominato maresciallo generale e tutti i marescialli vennero pertanto posti sotto i suoi ordini. Molti si risentirono di questo fatto, Créquy in particolare, la cui carriera si trovò interrotta per sempre e che preferì andare in esilio anziché servire sotto Turenne.
Dopo la morte di Turenne ed il ritiro del Grand Condé, Créquy rimase uno dei più importanti ufficiali d'esercito, ma venne sconfitto da Conzer Bruck (1675) alla resa di Treviri e venne tratto prigioniero per poi essere liberato.
Nella campagna della Guerra franco-olandese, Créquy mostrò ancora una volta un perfetto sangue freddo e grande valore, oltre alla capacità di circondarsi di personaggi chiave tra i giovani generali del suo esercito come Luxembourg e Villars.
Morì a Parigi il 3 febbraio 1687.

## Stemma
| Image | Stemma                                                         |
| ----- | -------------------------------------------------------------- |
|       | François de Créquy Marchese di Marines, Maresciallo di Francia |